# Bennit Bröger
Bennit Bröger (* 1. Juli 2006 in Braunschweig) ist ein deutscher Fußballspieler. Er steht seit 2025 beim SC Paderborn 07 unter Vertrag.

## Karriere
Bis 2022 spielte Bröger in der Jugend des VFL Wolfsburgs, wo er dann zunächst in die U17 und ein Jahr später dann in die U19 von Wolfsburg befördert wurde. Bei der U19 entwickelte er sich zu einem der Schlüsselspieler.
Bei der Bundesligapartie am 34. Spieltag wurde er bei den Profis von Wolfsburg in der 80. Minute eingewechselt, was auch sein Debütspiel war. Ralph Hasenhüttl, Trainer des VFL, betonte, dass Bröger Potenzial habe und sich künftig auch im Kader der 1. Mannschaft etablieren werde. Seiner Ansicht nach zeige Bröger im Training die notwendigen Qualitäten dafür. Im Sommer 2025 wird er Wolfsburg verlassen und zum SC Paderborn 07 wechseln.